# Atacama-árok

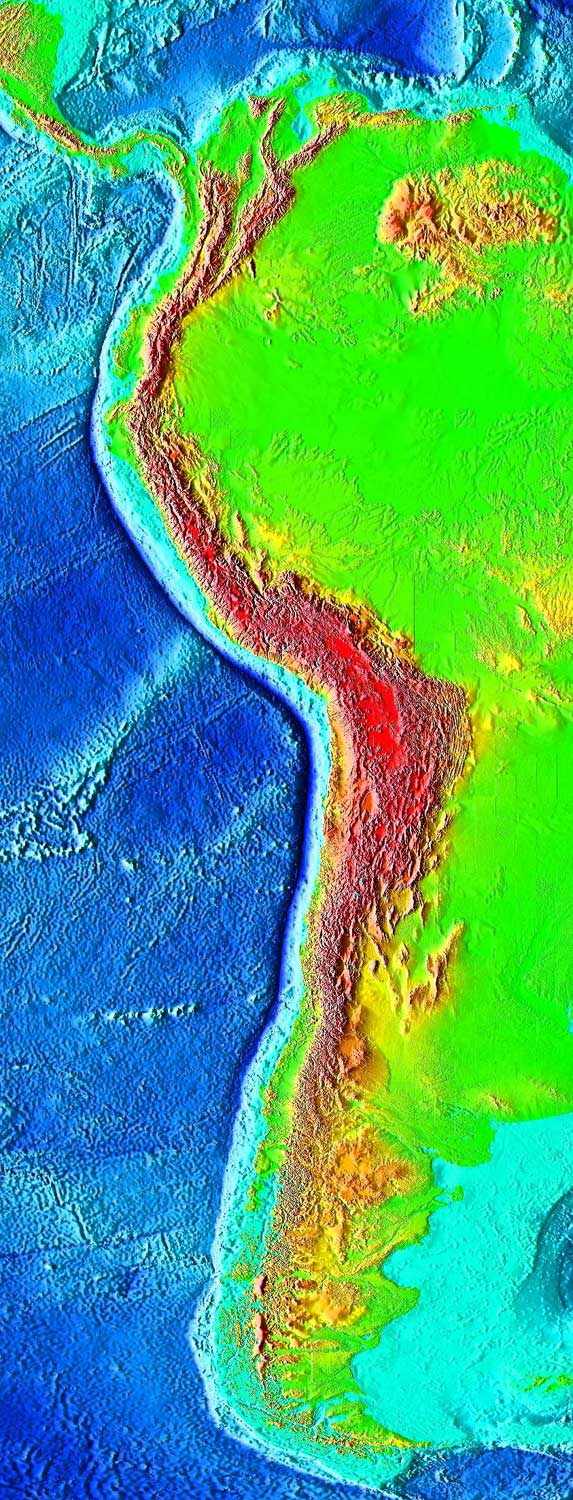
Az Atacama-árok

Az Atacama-árok, más néven a Peru–Chile árok óceáni árok a Csendes-óceán keleti részén, kb. 160 km-re Peru és Chile partjaitól. Hossza 5900 km, legnagyobb szélessége 64 km, területe kb. 590 000 km². Legmélyebb pontja 8065 méter a Richards-mélységnél. Az árok létrejöttét annak köszönheti, hogy a Nazca-lemez keleti pereme becsúszik a Dél-amerikai lemez alá.
Chile legmélyebb pontja az Atacama árok ami 7800 méter mély. Legmagasabb pontja az Ojos del Salado ami az Andokban van. A szintkülönbség a két pont között több mint 14 ezer méter, pedig csak 300 kilométerre vannak egymástól. Az árkot szubdukció hozta létre.